# Xenogears
Xenogears (Japans: ゼノギアス) is een computerspel dat werd ontwikkeld en uitgegeven door Square. Het spel kwam op 11 februari 1998 uit voor de Sony PlayStation. In 2008 en 2012 werd het spel ook uitgebracht voor de PlayStation 3, PSP en PlayStation Vita. Het spel is een beurtgebaseerde rollenspel met het perspectief in de derde persoon.

## Platforms
| Jaar | Platform           |
| ---- | ------------------ |
| 1998 | PlayStation        |
| 2008 | PSP, PlayStation 3 |
| 2012 | PS Vita            |

## Ontvangst
| Beoordeeld door                | Platform    | Datum            | Score |
| ------------------------------ | ----------- | ---------------- | ----- |
| Legendra                       | PlayStation | 15 juli 2003     | 100%  |
| HonestGamers                   | PlayStation | 1998             | 100%  |
| IGN                            | PlayStation | 20 oktober 1998  | 95%   |
| Just RPG                       | PlayStation | 20 oktober 1998  | 93%   |
| RPGFan                         | PlayStation | 17 december 1998 | 92%   |
| GameSpot                       | PlayStation | 2 april 1998     | 90%   |
| GamesAreFun.com (GAF)          | PlayStation | 28 april 2003    | 90%   |
| RPG Kingdom                    | PlayStation | 19 juli 2004     | 90%   |
| Playstation Illustrated        | PlayStation | 1 november 2000  | 81%   |
| Adrenaline Vault, The (AVault) | PlayStation | 25 november 1998 | 80%   |

## Trivia
- Het spel is opgenomen in het boek 1001 Video Games You Must Play Before You Die van Tony Mott.